# فیات چینکوئه‌چنتو
فیات چینکوئه‌چنتو (Fiat Cinquecento) خودرویی است که در سال‌های ۱۹۹۱ تا ۱۹۹۸تولید شده‌است. این نام از فیات قدیمی‌تر و ارزان‌قیمت و مردمی فیات ۵۰۰ گرفته شد.
این خودرو در کلاس خودرو شهری قرار گرفته و طراحی آن خودروهای موتور جلو-محور جلو بوده طول آن در حالت طبیعی ۳٬۲۳۰ میلیمتر (۱۲۷٫۲ اینچ) است. 